# Zdeněk Bořek Dohalský
Zdeněk Maria Bořek Dohalský z Dohalic, krycím jménem Halík či Bedrník (10. května 1900, Přívozec – 7. února 1945, Terezín, popraven) byl český šlechtic z rodu Dohalských z Dohalic, člen protinacistického odboje a prvorepublikový novinář Lidových novin.

## Život

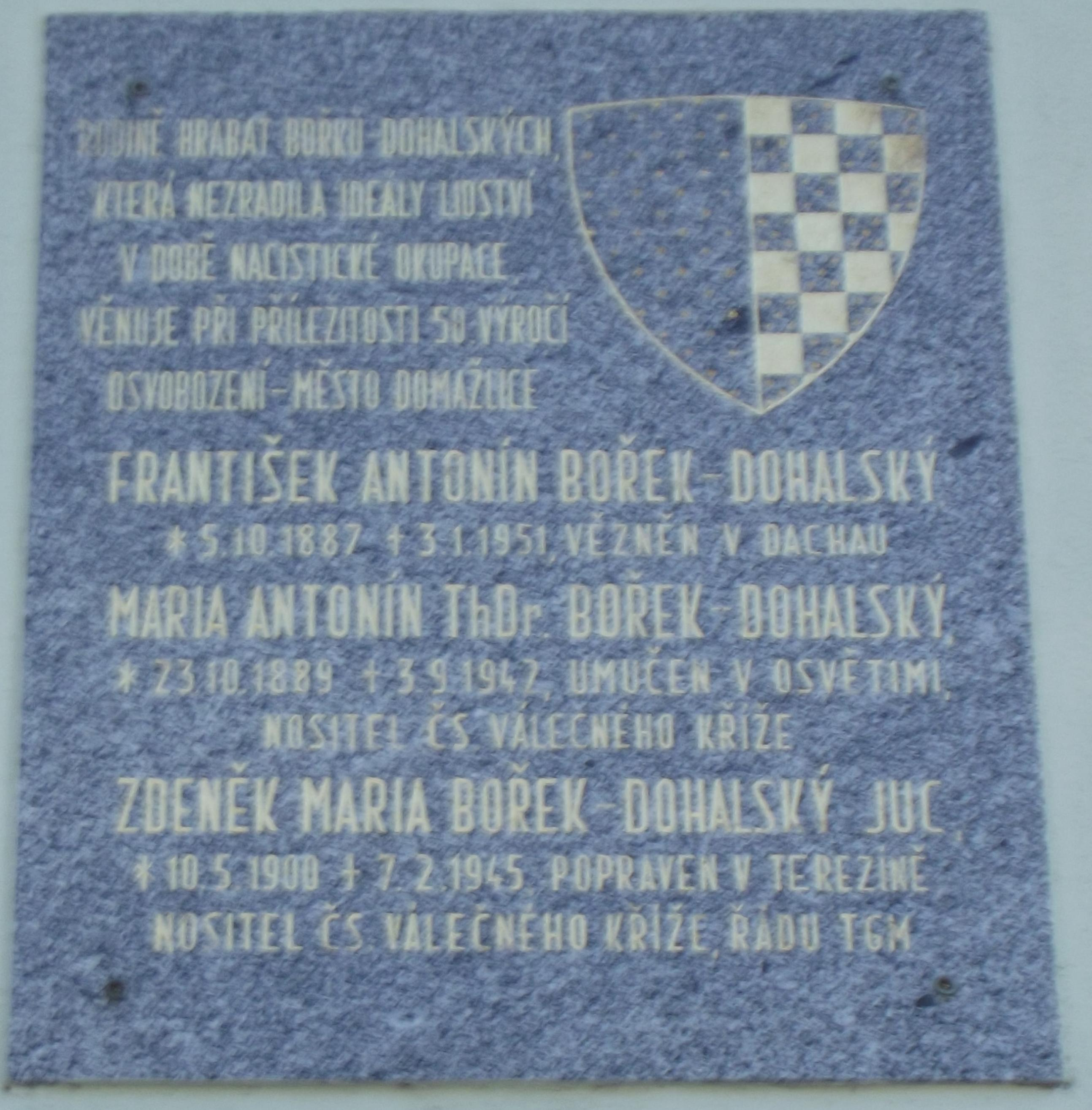
Památeční deska z Domažlic.

Byl hrabětem z rodu Dohalských, což byl rod, jehož kořeny sahají až do 15. století. Narodil se na rodovém zámku Přívozci jako nejmladší syn hraběte Františka Karla Bořka-Dohalského (1843–1925) a původem belgické šlechtičny Ludoviky, rozené d’Hoop (1863–1920).
Jeho bratři byli kněz Antonín Bořek-Dohalský (1889–1942) a diplomat František  Bořek-Dohalský (1887–1951).
Obecnou školu navštěvoval v Domažlicích. Choval silné citové pouto k rodnému Chodsku, kam často se vracel. Středoškolská studia dokončil v roce 1920 na pražském malostranském gymnáziu. V témže roce zahájil studia na Právnické fakultě Univerzity Karlovy, ta však nedokončil.
Během studií vstoupil do Národní strany práce a díky tomu se sblížil s generálním tajemníkem této strany Jiřím Benešem, synovcem Edvarda Beneše. Přátelské vztahy navázal i s dalšími osobnostmi této malé strany: kupř. s Janem Herbenem a Jaroslavem Stránským, majitelem Lidových novin.
V červnu 1929 začal pracovat jako parlamentní zpravodaj Lidových novin. Při této práci dokázal využít svého původu a bohatých společenských kontaktů mezi českou šlechtou, klérem a osobnostmi politického života. Stejně jako řada jeho kolegů a přátel z okruhu Lidových novin, i on náležel mezi obdivovatele a podporovatele prezidenta Masaryka, s kterým se také jako jeden z pátečníků stýkal. Spolupracoval také s Peroutkovou Přítomností a spolu s Milenou Jesenskou zastával v Přítomnosti funkci redakčního tajemníka.
Dne 22. června 1933 se v Praze oženil a Annou Šírlovou (27. dubna 1911 Praha – 5. června 1998 Praha, dcerou Josefa Šírla a Anny Kaslové), která pocházela z bohaté pražské rodiny. Díky tomu dosáhl finančního zajištění. V prosinci 1937 odešel z redakce Lidových novin a pokusil se dokončit studia práv. K tomu však díky událostem následujícího roku nedošlo.
V období okupace se bratři Dohalští zapojili do domácího odboje. Zdeněk vytvářel spojku mezi domácí protektorátní vládou a exilovou vládou v Londýně. Dne 21. října 1941 byl zatčen gestapem, 6. února 1945 byl převezen do Terezína a následující den popraven v Malé pevnosti.
Manželka a všichni tři bratři byli pohřbení na Olšanských hřbitovech v Praze.